# نورت دام دو سكير كوير دلسس (كيبك)
نورت دام دو سكير كوير دلسس (بالإنجليزية: Notre-Dame-du-Sacré-Cœur-d'Issoudun, Quebec)‏ هي بلدية محلية في كيبيك تقع في كندا في Lotbinière Regional County Municipality. يقدر عدد سكانها بـ 869 نسمة ومساحتها 60.60 كم2 .

## المدن التوأمة
مدينة Issoudun هي مدينة توأمة لـنورت دام دو سكير كوير دلسس (كيبك).